# Marco Torrès
Marco Torrès (n. 22 ianuarie 1888, Sidi Bel Abbès, Franța – d. 15 ianuarie 1963, Marsilia, Franța) a fost un gimnast artistic ce a reprezentat Franța, medaliat olimpic. A participat la 2 ediții ale Jocurilor Olimpice (1912, 1920) în care a câștigat o medalie de argint și o medalie de bronz.